# Championnats du monde de pentathlon moderne 2001
Navigation
Édition précédente Édition suivante
Les Championnats du monde de pentathlon moderne 2001 se sont tenus à Millfield, au  Royaume-Uni.

## Podiums

### Hommes
| Épreuves    | Or                                               | Argent                                                              | Bronze                                                 |
| ----------- | ------------------------------------------------ | ------------------------------------------------------------------- | ------------------------------------------------------ |
| Individuel  | Hongrie Gábor Balogh                             | Hongrie Viktor Horváth                                              | Bulgarie Tsanko Khantov                                |
| Par équipes | Hongrie Gábor Balogh Viktor Horváth Sándor Fülep | Lituanie Edvinas Krungolcas Andrejus Zadneprovskis Andrius Žemaitis | Russie Dmitriy Galkin Andrey Moiseyev Aleksey Turkin   |
| Relais      | Hongrie Sándor Fülep Viktor Horváth Ákos Kallai  | Suède Michael Brandt Erik Johansson (en) Fredrik Svensson           | Pologne Maciej Bogucki Marcin Horbacz Andrzej Stefanek |

### Femmes
| Épreuves    | Or                                                       | Argent                                                         | Bronze                                                          |
| ----------- | -------------------------------------------------------- | -------------------------------------------------------------- | --------------------------------------------------------------- |
| Individuel  | Royaume-Uni Stephanie Cook                               | Pologne Paulina Boenisz                                        | Royaume-Uni Georgina Harland                                    |
| Par équipes | Royaume-Uni Sian Lewis Kate Allenby Stephanie Cook       | Pologne Edyta Małoszyc Paulina Boenisz Katarzyna Baran         | Russie Tatyana Muratova Yevdokia Grechishnikova Olesya Velichko |
| Relais      | Royaume-Uni Kate Allenby Stephanie Cook Georgina Harland | Russie Tatyana Muratova Yelizaveta Suvorova Viktoriya Zaborova | Tchéquie Lucie Grolichová Alexandra Kalinovská Olga Voženílková |